# 위기지역보호임무부대

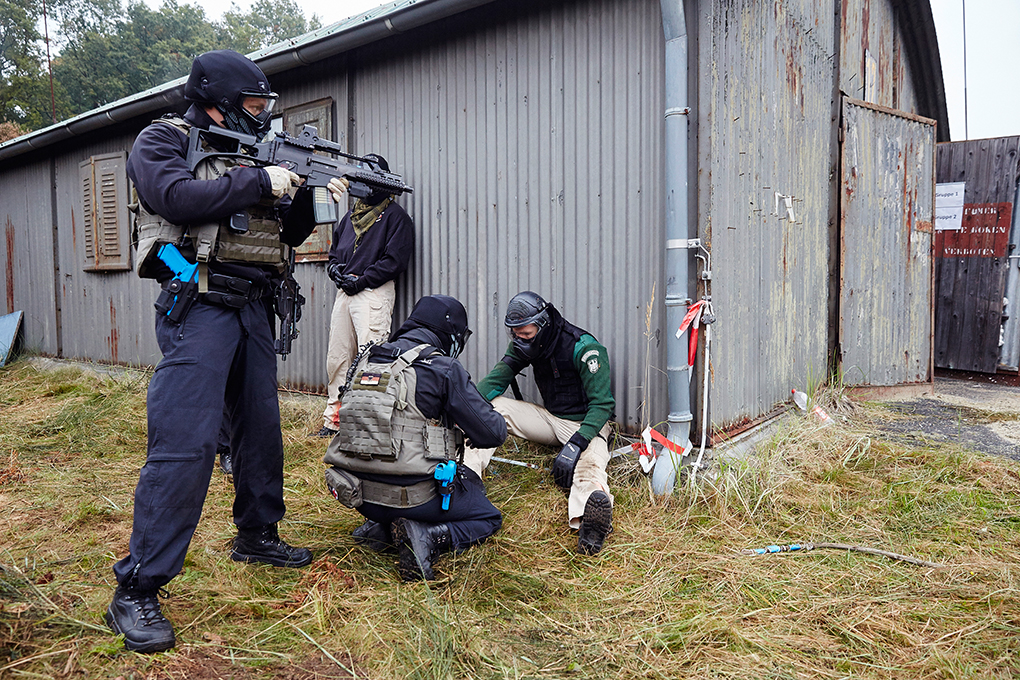

위기지역보호임무부대(독일어: Arbeitsstab Schutzaufgaben in Krisengebieten; ASSIK 아르바이트슈탑 슈츠차우프가벤 인 크리젠게비텐[*])는 독일 연방경찰 소속으로, 분쟁 지역에서의 독일의 외교 업무를 수행하는 요인을 경호하는 특수부대다.  본래 이런 임무는 연방경찰 제9국경경비대(GSG-9)가 연방형사청의 지원을 받아 수행했는데, 2008년 GSG-9의 업무 과중을 분담하기 위해 연방내무부에서 ASSIK를 신설했다.
2009년 1월 아프가니스탄 카불에서, 2010년 1월 이후 이라크 바그다드에서 독일 외교관들을 경호하고 있다.